# Lucie Gjini
Lucie Gjini (2 de Maio de 1994) é uma futebolista albana que joga como meia. Atualmente defende o KS Vllaznia Shkodër.